# Quartier de la poissonnerie de Colmar
Le quartier de la poissonnerie à proximité du marché couvert à Colmar.

## Historique
La corporation des poissonniers et pêcheurs était puissante dans la région jusqu'à la première moitié du XXe siècle. Le quai le long de la Lauch servait de lieu de vente au poisson frais.
Les lois de la corporation étaient strictes :
- quand on en faisait partie, on n'avait le droit de pêcher ni les jours de fête, ni la nuit et il était interdit de se procurer de la marchandise auprès de pêcheurs étrangers[2];
- pour les autres personnes, hormis les étrangers et les femmes, la pêche ne pouvait se faire qu'à l'épuisette, uniquement le vendredi et à raison d'une personne par foyer. Le produit ne pouvait être vendu qu'en ville[3].

Un incendie ravagea l'endroit en 1709. Une cinquantaine de maisons, de granges et d'écuries furent détruites.
Ce quartier a bénéficié d'une campagne de rénovation entre 1978 et 1981.